# Robert Clauzel
Pour les articles homonymes, voir Clauzel.
Robert Clauzel, né le 30 juillet 1925 à Béziers et mort le 25 avril 2007 à Béziers, est un médecin et écrivain français, auteur de romans d'anticipation.

## Biographie

### Le médecin
Robert Clauzel fréquente dans sa jeunesse le Lycée Henri-IV de sa ville natale, puis entreprend des études supérieures à la Faculté des sciences de Toulouse et à la Faculté de médecine de Montpellier. Il adopte comme spécialité la cardiologie, et plus précisément l'angiologie, qu'il exerce à Béziers de mars 1957 à décembre 1990,. Il y fonde un Centre de soins des maladies artérielles, et sa compétence professionnelle lui permet d'intégrer de nombreuses sociétés savantes, dont la Société française de cardiologie, la Société d'artériosclérose et artériopathies périphériques, ainsi que la Société française de phlébologie.

### Le jazzman
Musicien de jazz à ses heures perdues, Robert Clauzel est à l’origine de la création du Hot Club de Montpellier, section du Hot Club de France. Pratiquant le ténor sax et le piano, il joue avec son frère Yves, trompettiste, qui eut pour élève Michel Petrucciani. Les deux frères participent même à des jam sessions en compagnie de Lionel Hampton, Louis Armstrong, Bill Coleman, Don Byas, quand ils ne se produisent pas sur scène avec Mezz Mezzrow.

### L'écrivain
Nourri de bandes dessinées et de littérature populaire tant francophones qu'américaines, ainsi que de poésie symboliste, parnassienne et surréaliste, Robert Clauzel se lance relativement tard, à l'âge de quarante-cinq ans, dans la littérature de science-fiction. Le goût de ce genre littéraire lui en aurait été donné par un autre Biterrois, F. Richard-Bessière, lui aussi grand amateur de jazz.
De 1970 à 1984, il publie chez Fleuve noir une trentaine de romans de science-fiction ainsi qu'un unique roman d'espionnage. On lui doit également quelques romans (policiers et science-fiction) chez d'autres éditeurs.
Après le changement de cap des éditions Fleuve noir et le renouvellement de leur « écurie » vers le milieu des années 1980, il abandonne l'écriture. De 1984 à 1990, il ne se consacre plus qu'à sa profession de cardiologue.

## Œuvres

### Science fiction

#### Au Fleuve noir
La plupart des romans de science-fiction de Robert Clauzel ont été publiés dans la collection « Anticipation » des éditions Fleuve noir. Certains d'entre eux furent réédités dans la collection « Les Maîtres français de la Science-Fiction », chez le même éditeur, et dirigée par Jimmy Guieu. D'autres enfin furent traduits en grec moderne (éditions Πάπυρος / Pápyros, collection « Βίπερ Φαν » / « Víper Fan ») ainsi qu'en espagnol (éditions Libroexpres, collection « Anticipación »).
- La Tache noire, Fleuve noir, coll. « Anticipation » no 418, 1970Réédition : Fleuve noir, coll. « Les Maîtres français de la Science-Fiction » no 37, 1991 (ISBN 2-265-04510-1)
  - Traduction en grec moderne : Ἡ μαύρη κηλίδα, Πάπυρος / Pápyros, coll. « Βίπερ Φαν / Víper Fan » no 121, 1981
- Aux frontières de l'impossible, Fleuve noir, coll. « Anticipation » no 434, 1970
- L'Horreur tombée du ciel, Fleuve noir, coll. « Anticipation » no 455, 1971
  - Traduction en grec moderne : Ὁ τρόμος ἦρθε ἀπό τόν οὐρανό, Πάπυρος / Pápyros, coll. « Βίπερ Φαν / Víper Fan » no 126, 1981
- La Planète qui n'existait pas, Fleuve noir, coll. « Anticipation » no 468, 1971
  - Traduction en grec moderne : Ὁ ἀνύπαρκτος πλανήτης, Πάπυρος / Pápyros, coll. « Βίπερ Φαν / Víper Fan » no 129, 1981
- Destination épouvante, Fleuve noir, coll. « Anticipation » no 481, 1971
  - Traduction en grec moderne : Ἀποστολή τρόμου, Πάπυρος / Pápyros, coll. « Βίπερ Φαν / Víper Fan » no 130, 1981
- Comme il était au commencement…, Fleuve noir, coll. « Anticipation » no 499, 1972
  - Traduction en grec moderne : Ὃπως ἦταν στήν ἀρχή, Πάπυρος / Pápyros, coll. « Βίπερ Φαν / Víper Fan » no 132, 1981
- Le Monde de l'incréé, Fleuve noir, coll. « Anticipation » no 518, 1972
  - Traduction en grec moderne : Ὁ ἀδημιούργητος κόσμος, Πάπυρος / Pápyros, coll. « Βίπερ Φαν / Víper Fan » no 134, 1981
- La Galaxie engloutie, Fleuve noir, coll. « Anticipation » no 527, 1972
- À l'aube du dernier jour…, Fleuve noir, coll. « Anticipation » no 545, 1973
- Les Cathédrales d'espace-temps, Fleuve noir, coll. « Anticipation » no 559, 1973
- La Terrible Expérience de Peter Home, Fleuve noir, coll. « Anticipation » no 573, 1973Réédition : Fleuve noir, coll. « Les Maîtres français de la Science-Fiction » no 13, 1989 (ISBN 2-265-04087-8)
- Les Étoiles meurent aussi…, Fleuve noir, coll. « Anticipation » no 583, 1973
- La Fantastique Énigme de Pentarosa, Fleuve noir, coll. « Anticipation » no 597, 1974Réédition : Fleuve noir, coll. « Les Maîtres français de la Science-Fiction » no 4, 1988 (ISBN 2-265-03825-3)
- Le Nuage qui vient de la mer, Fleuve noir, coll. « Anticipation » no 617, 1974
- Plate-forme Epsilon, Fleuve noir, coll. « Anticipation » no 643, 1974Réédition : Fleuve noir, coll. « Les Maîtres français de la Science-Fiction » no 31, 1990 (ISBN 2-265-04425-3)
  - Traduction en espagnol : Plataforma Epsilon, Libroexpres, coll. « Anticipación » no 5, 1978  (ISBN 84-7442-050-4)
- Et la nuit garda son secret…, Fleuve noir, coll. « Anticipation » no 672, 1975
  - Traduction en espagnol : Los seres planos, Libroexpres, coll. « Anticipación » no 17, 1979  (ISBN 84-7442-099-7)
- Princesse des étoiles, Fleuve noir, coll. « Anticipation » no 684, 1975
- La Terre, échec et mat…, Fleuve noir, coll. « Anticipation » no 744, 1976Réédition : Fleuve noir, coll. « Les Maîtres français de la Science-Fiction » no 21, 1989 (ISBN 2-265-04238-2)
- La Planète suppliciée, Fleuve noir, coll. « Anticipation » no 760, 1976
- Le Cylindre d'épouvante, Fleuve noir, coll. « Anticipation » no 763, 1976
- Le Ciel sous la Terre, Fleuve noir, coll. « Anticipation » no 784, 1977
- L'Œuf d'antimatière, Fleuve noir, coll. « Anticipation » no 800, 1977
- Les Naufragés de l'invisible, Fleuve noir, coll. « Anticipation » no 827, 1977
  - Traduction en espagnol : Náufragos de lo invisible, Libroexpres, coll. « Anticipación » no 26, 1979  (ISBN 84-7442-127-6)
- Le Prince de métal, Fleuve noir, coll. « Anticipation » no 854, 1978
- Le Secret des secrets, Fleuve noir, coll. « Anticipation » no 875, 1978
- Comme un orgue d'enfer…, Fleuve noir, coll. « Anticipation » no 908, 1979
- La Flamme des cités perdues, Fleuve noir, coll. « Anticipation » no 946, 1979
- L'Horrible découverte du Dr Coffin, Fleuve noir, coll. « Anticipation » no 1166, 1982
- Les Cendres de la nuit, Fleuve noir, coll. « Anticipation » no 1236, 1983
- La Cité de l'éternelle nuit, Fleuve noir, coll. « Anticipation » no 1259, 1983
- Les Survivants de la mer morte, Fleuve noir, coll. « Anticipation » no 1302, 1984

#### Chez Roger Garry
Robert Clauzel a par ailleurs fait usage, dans les années 1979-1980, du pseudonyme de Roy Morrisson afin de publier quelques romans de science-fiction dans la défunte collection « Mémoires d'Outre Ciel » des éditions Roger Garry — une tentative d'émancipation à laquelle Fleuve noir mit rapidement fin :
- Si claire était la nuit, Roger Garry, coll. « Mémoires d'Outre Ciel » no 10, 1979
- Pour une pluie d'étoiles, Roger Garry, coll. « Mémoires d'Outre Ciel » no 18, 1980

### Romans policiers et romans d'espionnage
Robert Clauzel a publié un seul roman d'espionnage chez Fleuve noir :
- Rendez-vous à Bogazkale, Fleuve noir, coll. « Espionnage » no 1195, 1975

On connaît également l'existence d'un roman policier, publié sous le nom de Robert Clauzel (et non Roy Morrisson) aux éditions Roger Garry, dans la collection « Mémoires d'Outre Ciel » :
- L'Anneau de fer. Les aventures intégrales de Frédéric Lenoir, Roger Garry, coll. « Mémoires d'Outre Ciel » no 16 bis, 1981[6]

Enfin, Robert Clauzel a publié en 1987 le premier d'une série de romans policiers qui n'eut apparemment pas de suite, aux éditions Le Crâne :
- Le Secret de la boîte rouge, Le Crâne, coll. « Aventures extraordinaires de Michel Clarence » no 1, 1987